# Landbouw Maatschappij Victoria
De Landbouw Maatschappij Victoria NV is een Surinaams staatsbedrijf. Het is eigendom van het ministerie van Landbouw, Veeteelt en Visserij. Het bevindt zich in het gebied Abannakondre op de locatie waar zich voorheen de plantage Victoria bevond, stroomopwaarts langs de Surinamerivier, net ten noorden van het Brokopondostuwmeer. De maatschappij maakt deel uit van de Gemeenschappelijke Plantaardige Oliën en Vetten Bedrijven.

## Geschiedenis
De Handelsvereniging Amsterdam (HVA) had in de jaren zestig van de negentiende eeuw de afzetmogelijkheden onderzocht voor een installatie en raffinaderij voor vetharding van palmolie in Paramaribo. Zij deed dit in opdracht van de Stichting tot Bevordering van Investeringen in Suriname. Daarna vond er onderzoek plaats door de HVA naar de financiële haalbaarheid van de oliepalmcultuur in Suriname. De uitkomsten van deze onderzoeken waren gunstig en men besloot om een plantage aan te leggen genaamd Landbouw Maatschappij Victoria.
De tekening van de overeenkomst tussen de HVA en de Nederlandse Participatie Maatschappij vond in januari 1969 plaats. Hiermee werd voorzien in de aanleg van een oliepalmplantage met een omvang van 1200 hectare. De gronden leverden in 1974 de eerste opbrengsten op.
Toen de Afobakadam werd aangelegd, moesten grote groepen bewoners vertrekken uit dit gebied. Ze zouden nieuw werk vinden in het nieuwe palmoliebedrijf. Er werd vijf jaar later een palmoliefabriek opgericht. Kort daarna ontstond er een raffinaderij om de ruwe palmolie te verwerken. In het begin was dit bedrijf succesvol. Er werd ongeveer 1500 ha ingeplant en de eerste oogsten waren voorspoedig. Het bedrijf trok veel werknemers en was een positieve stimulans voor de nationale economie van Suriname. Al snel daarna werd er een project van 300 hectare opgezet voor kleine boeren en werd ook de nabijgelegen plantage Phedra opgepakt en ontwikkeld tot de Landbouw Maatschappij Phedra. De resultaten van deze plantages waren succesvol. Ze boden zoveel perspectief dat werd besloten om een grotere plantage, nu bij Moengo in Oost-Suriname, te stichten: de Landbouw Maatschappij Patamacca.

## Gewassen
Het ging lange tijd zo goed met de oliepalm in Suriname, dat er zelfs gedacht werd aan internationale handel van plaatselijk geproduceerde of verwerkte palmolie via Curaçao, de zogenaamde LGO route naar Europa. Ook werd er gedacht aan een joint venture met een bedrijf uit Maleisië om deze gedachten grootschalig aan te pakken, waarbij ruwe palmolie uit Maleisië zou worden ingevoerd, plaatselijk verwerkt en ten slotte weer worden uitgevoerd. Maleisië, die toen al marktleider was, zou technologie, kapitaal en ruwe grondstof inbrengen. De rest zou door Suriname beschikbaar worden gesteld.
Door de speerrotziekte werd de aanplant in Victoria en Phedra bijna weggevaagd. De Binnenlandse Oorlog, maakte definitief een einde aan de oliepalmcultuur in Suriname. De LM Victoria werd opgeheven in 1996. Er ontstonden nieuwe plannen door de firma H.J. de Vries voor verbouwing van de perzikpalm om daardoor palmhart te winnen. Daarna is er geëxperimenteerd met een bamboeproject. De firma Kersten werkte aan een cassaveproject in Victoria en Phedra, maar dat verliep niet zo succesvol. Een ecotoerismeproject is evenmin doorgegaan.
Victoria werd in 2012 aangewezen om op grote schaal aardvruchten te verbouwen. De plannen zijn om agrarische producten te exporteren naar Frankrijk.